# UEFA Champions League 2000/01/FC Bayern München
Der nachstehende Artikel behandelt die Spielstatistiken der Champions-League-Spiele des späteren Siegers FC Bayern München aus der Saison 2000/01.

## Gruppenphase
Als deutscher Meister der Saison 1999/00 war Bayern München automatisch für die Gruppenphase der Champions League qualifiziert.

### Helsingborgs IF – FC Bayern München 1:3 (0:1)
| Helsingborgs IF                                                    | Helsingborgs IF | FC Bayern München | FC Bayern München |
| ------------------------------------------------------------------ | --- | --- | ----------------- |
| Helsingborgs IF                                                    | \| 1. Gruppenspiel \| \| Mittwoch, 13. September 2000 um 20:45 Uhr in Helsingborg (Olympia) \| \| Zuschauer: 12.625 (ausverkauft) \| \| Schiedsrichter: Graham Barber ( England) \| \| Spielbericht \|                                                                    | \| 1. Gruppenspiel \| \| Mittwoch, 13. September 2000 um 20:45 Uhr in Helsingborg (Olympia) \| \| Zuschauer: 12.625 (ausverkauft) \| \| Schiedsrichter: Graham Barber ( England) \| \| Spielbericht \|                                                                              | FC Bayern München |
| Helsingborgs IF                                                    | Sven Andersson – Roland Nilsson, Ola Nilsson, Jozo Matovac, Nicklas Persson – Bjørn Johansen, Ulrik Jansson (77. Jesper Jansson), Stig Johansen (61. Hans Eklund) – Christoffer Andersson (73. Rade Prica), Michael Hansson – Álvaro Santos Cheftrainer: Nanne Bergstrand | Oliver Kahn (67. Stefan Wessels) – Willy Sagnol, Samuel Kuffour, Patrik Andersson, Bixente Lizarazu – Michael Wiesinger, Ciriaco Sforza, Thorsten Fink, Hasan Salihamidžić (84. Owen Hargreaves) – Mehmet Scholl (66. Thomas Strunz) – Carsten Jancker Cheftrainer: Ottmar Hitzfeld | FC Bayern München |
| Helsingborgs IF                                                    | 1:3 B. Johansen (90.) | 0:1 Scholl (7.) 0:2 Salihamidžić (48.) 0:3 Jancker (55.) | FC Bayern München |
| Helsingborgs IF                                                    | O. Nilsson (53.) | Lizarazu | FC Bayern München |
| Helsingborgs IF                                                    | Kuffour (38.) | | FC Bayern München |
| Helsingborgs IF                                                    | Kahn hält Foulelfmeter von Nilsson (39.) | | FC Bayern München |
| 1. Gruppenspiel                                                    | | |                   |
| Mittwoch, 13. September 2000 um 20:45 Uhr in Helsingborg (Olympia) | | |                   |
| Zuschauer: 12.625 (ausverkauft)                                    | | |                   |
| Schiedsrichter: Graham Barber ( England)                           | | |                   |
| Spielbericht                                                       | | |                   |

### FC Bayern München – Rosenborg Trondheim 3:1 (0:1)
| FC Bayern München                                                             | FC Bayern München | Rosenborg Trondheim | Rosenborg Trondheim |
| ----------------------------------------------------------------------------- | --- | --- | ------------------- |
| FC Bayern München                                                             | \| 2. Gruppenspiel \| \| Dienstag, 19. September 2000 um 20:45 Uhr in München (Olympiastadion München) \| \| Zuschauer: 20.000 \| \| Schiedsrichter: Juan Fernández Marín ( Spanien) \| \| Spielbericht \|                                                                          | \| 2. Gruppenspiel \| \| Dienstag, 19. September 2000 um 20:45 Uhr in München (Olympiastadion München) \| \| Zuschauer: 20.000 \| \| Schiedsrichter: Juan Fernández Marín ( Spanien) \| \| Spielbericht \|                         | Rosenborg Trondheim |
| FC Bayern München                                                             | Oliver Kahn – Willy Sagnol, Patrik Andersson (46. Roque Santa Cruz / 73. Giovane Élber), Thomas Linke, Bixente Lizarazu (43. Michael Tarnat) – Michael Wiesinger, Ciriaco Sforza, Thorsten Fink, Hasan Salihamidžić – Mehmet Scholl – Carsten Jancker, Cheftrainer: Ottmar Hitzfeld | Jørn Jamtfall – Christer Basma, Bent Inge Johnsen, Erik Hoftun , Ståle Stensaas – Fredrik Winsnes, Bent Skammelsrud, Ørjan Berg – Jan Derek Sørensen, Frode Johnsen, Roar Strand (81. Morten Knutsen) Cheftrainer: Nils Arne Eggen | Rosenborg Trondheim |
| FC Bayern München                                                             | 1:1 Jancker (73.) 2:1 Élber (77.) 3:1 Linke (80.) | 0:1 Sørensen (38.) | Rosenborg Trondheim |
| FC Bayern München                                                             | Scholl (90.) | Basma (9.), Berg (19.), Winsnes (54.) | Rosenborg Trondheim |
| 2. Gruppenspiel                                                               | | |                     |
| Dienstag, 19. September 2000 um 20:45 Uhr in München (Olympiastadion München) | | |                     |
| Zuschauer: 20.000                                                             | | |                     |
| Schiedsrichter: Juan Fernández Marín ( Spanien)                               | | |                     |
| Spielbericht                                                                  | | |                     |

### Paris Saint-Germain – FC Bayern München 1:0 (0:0)
| Paris Saint-Germain                                                   | Paris Saint-Germain | FC Bayern München | FC Bayern München |
| --------------------------------------------------------------------- | --- | --- | ----------------- |
| Paris Saint-Germain                                                   | \| 3. Gruppenspiel \| \| Dienstag, 26. September 2000 um 20:45 Uhr in Paris (Parc des Princes) \| \| Zuschauer: 42.000 \| \| Schiedsrichter: Domenico Messina ( Italien) \| \| Spielbericht \|                                                         | \| 3. Gruppenspiel \| \| Dienstag, 26. September 2000 um 20:45 Uhr in Paris (Parc des Princes) \| \| Zuschauer: 42.000 \| \| Schiedsrichter: Domenico Messina ( Italien) \| \| Spielbericht \|                                                                                  | FC Bayern München |
| Paris Saint-Germain                                                   | Lionel Letizi – Jimmy Algerino, Frédéric Déhu, Éric Rabésandratana , Bernard Mendy – Peter Luccin – Stéphane Dalmat, Laurent Robert – Ali Benarbia (69. Pierre Ducrocq) – Christian, Nicolas Anelka (79. Laurent Leroy) Cheftrainer: Philippe Bergeroo | Oliver Kahn – Willy Sagnol (77. Thomas Strunz), Patrik Andersson, Thomas Linke, Michael Tarnat – Michael Wiesinger (77. Roque Santa Cruz), Ciriaco Sforza, Thorsten Fink, Hasan Salihamidžić – Mehmet Scholl – Carsten Jancker (83. Giovane Élber) Cheftrainer: Ottmar Hitzfeld | FC Bayern München |
| Paris Saint-Germain                                                   | 1:0 Leroy (90.+2') | | FC Bayern München |
| Paris Saint-Germain                                                   | Luccin (12.), Rabésandratana (35.), Leroy (90.+3') | Jancker (37.) | FC Bayern München |
| 3. Gruppenspiel                                                       | | |                   |
| Dienstag, 26. September 2000 um 20:45 Uhr in Paris (Parc des Princes) | | |                   |
| Zuschauer: 42.000                                                     | | |                   |
| Schiedsrichter: Domenico Messina ( Italien)                           | | |                   |
| Spielbericht                                                          | | |                   |

### FC Bayern München – Paris Saint-Germain 2:0 (1:0)
| FC Bayern München                                                           | FC Bayern München | Paris Saint-Germain | Paris Saint-Germain |
| --------------------------------------------------------------------------- | --- | --- | ------------------- |
| FC Bayern München                                                           | \| 4. Gruppenspiel \| \| Mittwoch, 18. Oktober 2000 um 20:45 Uhr in München (Olympiastadion München) \| \| Zuschauer: 33.000 \| \| Schiedsrichter: Vítor Melo Pereira ( Portugal) \| \| Spielbericht \|                                                                   | \| 4. Gruppenspiel \| \| Mittwoch, 18. Oktober 2000 um 20:45 Uhr in München (Olympiastadion München) \| \| Zuschauer: 33.000 \| \| Schiedsrichter: Vítor Melo Pereira ( Portugal) \| \| Spielbericht \|                                                | Paris Saint-Germain |
| FC Bayern München                                                           | Oliver Kahn – Willy Sagnol, Patrik Andersson, Thomas Linke (30. Jens Jeremies), Michael Tarnat – Hasan Salihamidžić, Ciriaco Sforza, Thorsten Fink, Mehmet Scholl – Roque Santa Cruz (76. Paulo Sérgio), Carsten Jancker (58. Giovane Élber) Cheftrainer: Ottmar Hitzfeld | Lionel Letizi – Jimmy Algerino, Sylvain Distin, Éric Rabésandratana , Bernard Mendy (71. Jay-Jay Okocha) – Stéphane Dalmat, Frédéric Déhu, Peter Luccin (84. Édouard Cissé), Laurent Robert – Christian, Nicolas Anelka Cheftrainer: Philippe Bergeroo | Paris Saint-Germain |
| FC Bayern München                                                           | 1:0 Salihamidžić (3.) 2:0 Paulo Sérgio (89.) | | Paris Saint-Germain |
| FC Bayern München                                                           | Salihamidžić (50.) | Mendy (50.), Robert (69.) | Paris Saint-Germain |
| 4. Gruppenspiel                                                             | | |                     |
| Mittwoch, 18. Oktober 2000 um 20:45 Uhr in München (Olympiastadion München) | | |                     |
| Zuschauer: 33.000                                                           | | |                     |
| Schiedsrichter: Vítor Melo Pereira ( Portugal)                              | | |                     |
| Spielbericht                                                                | | |                     |

### FC Bayern München – Helsingborgs IF 0:0
| FC Bayern München                                                           | FC Bayern München | Helsingborgs IF | Helsingborgs IF |
| --------------------------------------------------------------------------- | --- | --- | --------------- |
| FC Bayern München                                                           | \| 5. Gruppenspiel \| \| Dienstag, 24. Oktober 2000 um 20:45 Uhr in München (Olympiastadion München) \| \| Zuschauer: 19.000 \| \| Schiedsrichter: Kyros Vassaras ( Griechenland) \| \| Spielbericht \|                                                                    | \| 5. Gruppenspiel \| \| Dienstag, 24. Oktober 2000 um 20:45 Uhr in München (Olympiastadion München) \| \| Zuschauer: 19.000 \| \| Schiedsrichter: Kyros Vassaras ( Griechenland) \| \| Spielbericht \|                                                                    | Helsingborgs IF |
| FC Bayern München                                                           | Oliver Kahn – Willy Sagnol, Ciriaco Sforza, Thomas Linke, Michael Tarnat – Hasan Salihamidžić, Jens Jeremies (84. Alexander Zickler), Thorsten Fink, Mehmet Scholl – Roque Santa Cruz (67. Paulo Sérgio), Carsten Jancker (67. Giovane Élber) Cheftrainer: Ottmar Hitzfeld | Sven Andersson – Roland Nilsson, Ola Nilsson, Jozo Matovac, Nicklas Persson (72. Rade Prica) – Bjørn Johansen, Ulrik Jansson , Jesper Jansson, Stig Johansen (81. Michael Hansson) – Christoffer Andersson – Álvaro Santos (81. Hans Eklund) Cheftrainer: Nanne Bergstrand | Helsingborgs IF |
| FC Bayern München                                                           | Scholl (72.), Salihamidžić (90.) | Hansson | Helsingborgs IF |
| 5. Gruppenspiel                                                             | | |                 |
| Dienstag, 24. Oktober 2000 um 20:45 Uhr in München (Olympiastadion München) | | |                 |
| Zuschauer: 19.000                                                           | | |                 |
| Schiedsrichter: Kyros Vassaras ( Griechenland)                              | | |                 |
| Spielbericht                                                                | | |                 |

### Rosenborg Trondheim – FC Bayern München 1:1 (1:0)
| Rosenborg Trondheim                                                      | Rosenborg Trondheim | FC Bayern München | FC Bayern München |
| ------------------------------------------------------------------------ | --- | --- | ----------------- |
| Rosenborg Trondheim                                                      | \| 6. Gruppenspiel \| \| Dienstag, 8. November 2000 um 20:45 Uhr in Trondheim (Lerkendal-Stadion) \| \| Zuschauer: 13.965 (ausverkauft) \| \| Schiedsrichter: René Temmink ( Niederlande) \| \| Spielbericht \|                                                   | \| 6. Gruppenspiel \| \| Dienstag, 8. November 2000 um 20:45 Uhr in Trondheim (Lerkendal-Stadion) \| \| Zuschauer: 13.965 (ausverkauft) \| \| Schiedsrichter: René Temmink ( Niederlande) \| \| Spielbericht \|                                                                      | FC Bayern München |
| Rosenborg Trondheim                                                      | Árni Gautur Arason – Christer Basma (86. Petter Belsvik), Bent Inge Johnsen, Erik Hoftun , Ståle Stensaas – Fredrik Winsnes, Bent Skammelsrud, Christer George (81. Roar Strand) – Jan Derek Sørensen, Frode Johnsen, Morten Knutsen Cheftrainer: Nils Arne Eggen | Stefan Wessels – Willy Sagnol, Ciriaco Sforza, Samuel Kuffour, Michael Tarnat – Hasan Salihamidžić (62. Mehmet Scholl), Stefan Effenberg (62. Jens Jeremies), Thorsten Fink – Michael Wiesinger (74. Giovane Élber), Carsten Jancker, Alexander Zickler Cheftrainer: Ottmar Hitzfeld | FC Bayern München |
| Rosenborg Trondheim                                                      | 1:0 F. Johnsen (27.) | 1:1 Jeremies (88.) | FC Bayern München |
| Rosenborg Trondheim                                                      | Sagnol (33.), Salihamidžić (36.) | | FC Bayern München |
| 6. Gruppenspiel                                                          | | |                   |
| Dienstag, 8. November 2000 um 20:45 Uhr in Trondheim (Lerkendal-Stadion) | | |                   |
| Zuschauer: 13.965 (ausverkauft)                                          | | |                   |
| Schiedsrichter: René Temmink ( Niederlande)                              | | |                   |
| Spielbericht                                                             | | |                   |

### Abschlusstabelle der Gruppe F
| Pl. | Verein              | Sp. | S | U | N | Tore    | Diff. | Punkte |
| --- | ------------------- | --- | - | - | - | ------- | ----- | ------ |
| 1.  | FC Bayern München   | 6   | 3 | 2 | 1 | 009:400 | +5    | 11     |
| 2.  | Paris Saint-Germain | 6   | 3 | 1 | 2 | 014:900 | +5    | 10     |
| 3.  | Rosenborg Trondheim | 6   | 2 | 1 | 3 | 013:150 | −2    | 07     |
| 4.  | Helsingborgs IF     | 6   | 1 | 2 | 3 | 006:140 | −8    | 05     |

## Zwischenrunde

### FC Bayern München – Olympique Lyon 1:0 (0:0)
| FC Bayern München                                                            | FC Bayern München | Olympique Lyon | Olympique Lyon |
| ---------------------------------------------------------------------------- | --- | --- | -------------- |
| FC Bayern München                                                            | \| 1. Gruppenspiel (Zwischenrunde) \| \| Mittwoch, 22. November 2000 um 20:45 Uhr in München (Olympiastadion München) \| \| Zuschauer: 18.000 \| \| Schiedsrichter: José María García-Aranda ( Spanien) \|                                              | \| 1. Gruppenspiel (Zwischenrunde) \| \| Mittwoch, 22. November 2000 um 20:45 Uhr in München (Olympiastadion München) \| \| Zuschauer: 18.000 \| \| Schiedsrichter: José María García-Aranda ( Spanien) \|                                                               | Olympique Lyon |
| FC Bayern München                                                            | Oliver Kahn – Samuel Kuffour, Ciriaco Sforza, Thomas Linke – Thorsten Fink, Stefan Effenberg , Jens Jeremies, Michael Tarnat (75. Bixente Lizarazu) – Paulo Sérgio, Giovane Élber (85. Carsten Jancker), Alexander Zickler Cheftrainer: Ottmar Hitzfeld | Grégory Coupet – Éric Deflandre, Edmílson, Patrick Müller, Jérémie Bréchet – David Linarès (75. Steed Malbranque), Philippe Violeau (75. Tony Vairelles), Marc-Vivien Foé, Pierre Laigle – Sonny Anderson , Steve Marlet (81. Sidney Govou) Cheftrainer: Jacques Santini | Olympique Lyon |
| FC Bayern München                                                            | 1:0 Jeremies (55.) | | Olympique Lyon |
| FC Bayern München                                                            | Effenberg (49.), Jeremies (62.), Sérgio (69.), Fink (79.) | Deflandre (11.), Marlet (40.) | Olympique Lyon |
| 1. Gruppenspiel (Zwischenrunde)                                              | | |                |
| Mittwoch, 22. November 2000 um 20:45 Uhr in München (Olympiastadion München) | | |                |
| Zuschauer: 18.000                                                            | | |                |
| Schiedsrichter: José María García-Aranda ( Spanien)                          | | |                |

### FC Arsenal – FC Bayern München 2:2 (1:0)
| FC Arsenal                                                   | FC Arsenal | FC Bayern München | FC Bayern München |
| ------------------------------------------------------------ | --- | --- | ----------------- |
| FC Arsenal                                                   | \| 2. Gruppenspiel (Zwischenrunde) \| \| Dienstag, 5. Dezember 2000 um 20:45 Uhr in London (Highbury) \| \| Zuschauer: 35.318 (ausverkauft) \| \| Schiedsrichter: Stefano Braschi ( Italien) \| \| Spielbericht \|                         | \| 2. Gruppenspiel (Zwischenrunde) \| \| Dienstag, 5. Dezember 2000 um 20:45 Uhr in London (Highbury) \| \| Zuschauer: 35.318 (ausverkauft) \| \| Schiedsrichter: Stefano Braschi ( Italien) \| \| Spielbericht \|                                     | FC Bayern München |
| FC Arsenal                                                   | Alexander Manninger – Oleh Luschnyj (82. Lauren), Martin Keown, Tony Adams , Ashley Cole – Freddie Ljungberg, Gilles Grimandi, Patrick Vieira, Robert Pires (77. Sylvain Wiltord) – Thierry Henry, Nwankwo Kanu Cheftrainer: Arsène Wenger | Oliver Kahn – Samuel Kuffour, Ciriaco Sforza, Thomas Linke – Willy Sagnol (46. Paulo Sérgio), Stefan Effenberg , Jens Jeremies, Michael Tarnat – Hasan Salihamidžić, Giovane Élber, Mehmet Scholl (83. Alexander Zickler) Cheftrainer: Ottmar Hitzfeld | FC Bayern München |
| FC Arsenal                                                   | 1:0 Henry (4.), 2:0 Kanu (55.) | 2:1 Tarnat (56.) 2:2 Scholl (66.) | FC Bayern München |
| FC Arsenal                                                   | Ljungberg (66.), Grimandi (72.) | Sforza (28.), Jeremies (90.) | FC Bayern München |
| 2. Gruppenspiel (Zwischenrunde)                              | | |                   |
| Dienstag, 5. Dezember 2000 um 20:45 Uhr in London (Highbury) | | |                   |
| Zuschauer: 35.318 (ausverkauft)                              | | |                   |
| Schiedsrichter: Stefano Braschi ( Italien)                   | | |                   |
| Spielbericht                                                 | | |                   |

### FC Bayern München – Spartak Moskau 1:0 (0:0)
| FC Bayern München                                                           | FC Bayern München | Spartak Moskau | Spartak Moskau |
| --------------------------------------------------------------------------- | --- | --- | -------------- |
| FC Bayern München                                                           | \| 3. Gruppenspiel (Zwischenrunde) \| \| Dienstag, 13. Februar 2001 um 20:45 Uhr in München (Olympiastadion München) \| \| Zuschauer: 31.000 \| \| Schiedsrichter: Anders Frisk ( Schweden) \| \| Spielbericht \|                                                         | \| 3. Gruppenspiel (Zwischenrunde) \| \| Dienstag, 13. Februar 2001 um 20:45 Uhr in München (Olympiastadion München) \| \| Zuschauer: 31.000 \| \| Schiedsrichter: Anders Frisk ( Schweden) \| \| Spielbericht \|                 | Spartak Moskau |
| FC Bayern München                                                           | Oliver Kahn – Samuel Kuffour, Jens Jeremies, Thomas Linke – Hasan Salihamidžić, Stefan Effenberg (90. Michael Tarnat), Thorsten Fink, Bixente Lizarazu – Paulo Sérgio (65. Carsten Jancker), Giovane Élber, Mehmet Scholl (84. Willy Sagnol) Cheftrainer: Ottmar Hitzfeld | Alexander Filimonow – Dmitri Ananko – Jerry-Christian Tchuíssé, Igor Mitreski, Juri Kowtun – Wassil Baranau, Wiktor Bulatow, Jegor Titow , Luis Robson – Marcão (72. Artjom Besrodny), Jafar Irismetov Cheftrainer: Oleg Romanzew | Spartak Moskau |
| FC Bayern München                                                           | 1:0 Élber (79.) | | Spartak Moskau |
| FC Bayern München                                                           | Jeremies (35./3., gesperrt), Lizarazu (60.) | Ananko (11.), Kowtun (30.), Marcão (43.), Titow (76.) | Spartak Moskau |
| 3. Gruppenspiel (Zwischenrunde)                                             | | |                |
| Dienstag, 13. Februar 2001 um 20:45 Uhr in München (Olympiastadion München) | | |                |
| Zuschauer: 31.000                                                           | | |                |
| Schiedsrichter: Anders Frisk ( Schweden)                                    | | |                |
| Spielbericht                                                                | | |                |

### Spartak Moskau – FC Bayern München 0:3 (0:1)
| Spartak Moskau                                                               | Spartak Moskau | FC Bayern München | FC Bayern München |
| ---------------------------------------------------------------------------- | --- | --- | ----------------- |
| Spartak Moskau                                                               | \| 4. Gruppenspiel (Zwischenrunde) \| \| Dienstag, 21. Februar 2001 um 18:00 Uhr in Moskau (Olympiastadion Luschniki) \| \| Zuschauer: 65.000 (ausverkauft) \| \| Schiedsrichter: Antonio López Nieto ( Spanien) \| \| Spielbericht \|                            | \| 4. Gruppenspiel (Zwischenrunde) \| \| Dienstag, 21. Februar 2001 um 18:00 Uhr in Moskau (Olympiastadion Luschniki) \| \| Zuschauer: 65.000 (ausverkauft) \| \| Schiedsrichter: Antonio López Nieto ( Spanien) \| \| Spielbericht \|                                         | FC Bayern München |
| Spartak Moskau                                                               | Alexander Filimonow – Dmitri Ananko – Jerry-Christian Tchuíssé, Igor Mitreski, Dmytro Parfjonow – Wassil Baranau (79. Artjom Besrodny), Wiktor Bulatow, Jegor Titow , Maxym Kalynytschenko – Luis Robson, Jafar Irismetov (68. Marcão) Cheftrainer: Oleg Romanzew | Oliver Kahn – Samuel Kuffour, Patrik Andersson, Thomas Linke – Willy Sagnol, Stefan Effenberg , Thorsten Fink (90. Owen Hargreaves), Bixente Lizarazu – Hasan Salihamidžić, Giovane Élber (81. Carsten Jancker), Mehmet Scholl (81. Paulo Sérgio) Cheftrainer: Ottmar Hitzfeld | FC Bayern München |
| Spartak Moskau                                                               | 0:1 Scholl (17.) 0:2 Scholl (75., Foulelfmeter) 0:3 Sérgio (87.) | | FC Bayern München |
| Spartak Moskau                                                               | Ananko (39.), Irismetov (56.) | Fink (25.), Effenberg (50.), Lizarazu (53./3., gesperrt), Linke (82.) | FC Bayern München |
| 4. Gruppenspiel (Zwischenrunde)                                              | | |                   |
| Dienstag, 21. Februar 2001 um 18:00 Uhr in Moskau (Olympiastadion Luschniki) | | |                   |
| Zuschauer: 65.000 (ausverkauft)                                              | | |                   |
| Schiedsrichter: Antonio López Nieto ( Spanien)                               | | |                   |
| Spielbericht                                                                 | | |                   |

### Olympique Lyon – FC Bayern München 3:0 (2:0)
| Olympique Lyon                                              | Olympique Lyon | FC Bayern München | FC Bayern München |
| ----------------------------------------------------------- | --- | --- | ----------------- |
| Olympique Lyon                                              | \| 5. Gruppenspiel (Zwischenrunde) \| \| Dienstag, 6. März 2001 um 20:45 Uhr in Lyon (Stade Gerland) \| \| Zuschauer: 39.460 (ausverkauft) \| \| Schiedsrichter: Dick Jol ( Niederlande) \| \| Spielbericht \|                                                                   | \| 5. Gruppenspiel (Zwischenrunde) \| \| Dienstag, 6. März 2001 um 20:45 Uhr in Lyon (Stade Gerland) \| \| Zuschauer: 39.460 (ausverkauft) \| \| Schiedsrichter: Dick Jol ( Niederlande) \| \| Spielbericht \|                                         | FC Bayern München |
| Olympique Lyon                                              | Grégory Coupet – Éric Deflandre, Caçapa, Jérémie Bréchet, Christophe Delmotte – Philippe Violeau – David Linarès, Pierre Laigle – Vikash Dhorasoo (87. Steed Malbranque) – Sonny Anderson (76. Jean-Marc Chanelet), Sidney Govou (83. Patrice Loko) Cheftrainer: Jacques Santini | Oliver Kahn – Samuel Kuffour (46. Carsten Jancker), Patrik Andersson, Thomas Linke – Willy Sagnol, Stefan Effenberg , Jens Jeremies, Michael Tarnat – Hasan Salihamidžić (72. Mehmet Scholl), Giovane Élber, Paulo Sérgio Cheftrainer: Ottmar Hitzfeld | FC Bayern München |
| Olympique Lyon                                              | 1:0 Govou (13.) 2:0 Govou (21.) 3:0 Laigle (71.) | | FC Bayern München |
| Olympique Lyon                                              | Govou (9.), Laigle (27.), Deflandre (45.), Coupet (63.) | Linke (?), Salihamidžić (69.), Effenberg (86./3., gesperrt) | FC Bayern München |
| 5. Gruppenspiel (Zwischenrunde)                             | | |                   |
| Dienstag, 6. März 2001 um 20:45 Uhr in Lyon (Stade Gerland) | | |                   |
| Zuschauer: 39.460 (ausverkauft)                             | | |                   |
| Schiedsrichter: Dick Jol ( Niederlande)                     | | |                   |
| Spielbericht                                                | | |                   |

### FC Bayern München – FC Arsenal 1:0 (1:0)
| FC Bayern München                                                        | FC Bayern München | FC Arsenal | FC Arsenal |
| ------------------------------------------------------------------------ | --- | --- | ---------- |
| FC Bayern München                                                        | \| 6. Gruppenspiel (Zwischenrunde) \| \| Mittwoch, 14. März 2001 um 20:45 Uhr in München (Olympiastadion München) \| \| Zuschauer: 58.000 \| \| Schiedsrichter: Knud Erik Fisker ( Dänemark) \| \| Spielbericht \|                                          | \| 6. Gruppenspiel (Zwischenrunde) \| \| Mittwoch, 14. März 2001 um 20:45 Uhr in München (Olympiastadion München) \| \| Zuschauer: 58.000 \| \| Schiedsrichter: Knud Erik Fisker ( Dänemark) \| \| Spielbericht \|                            | FC Arsenal |
| FC Bayern München                                                        | Oliver Kahn – Samuel Kuffour, Patrik Andersson, Thomas Linke, Bixente Lizarazu – Hasan Salihamidžić, Thorsten Fink, Jens Jeremies, Mehmet Scholl (90. Michael Wiesinger) – Giovane Élber (90. Michael Tarnat), Carsten Jancker Cheftrainer: Ottmar Hitzfeld | David Seaman – Lee Dixon, Gilles Grimandi, Tony Adams , Ashley Cole – Freddie Ljungberg (61. Ray Parlour), Lauren, Patrick Vieira, Robert Pires (76. Sylvinho) – Thierry Henry, Nwankwo Kanu (61. Sylvain Wiltord) Cheftrainer: Arsène Wenger | FC Arsenal |
| FC Bayern München                                                        | 1:0 Élber (10.) | | FC Arsenal |
| FC Bayern München                                                        | Lizarazu (80.) | Vieira (44.), Dixon (45.), Henry (85.) | FC Arsenal |
| 6. Gruppenspiel (Zwischenrunde)                                          | | |            |
| Mittwoch, 14. März 2001 um 20:45 Uhr in München (Olympiastadion München) | | |            |
| Zuschauer: 58.000                                                        | | |            |
| Schiedsrichter: Knud Erik Fisker ( Dänemark)                             | | |            |
| Spielbericht                                                             | | |            |

### Abschlusstabelle der Gruppe C
| Pl. | Verein            | Sp. | S | U | N | Tore    | Diff. | Punkte |
| --- | ----------------- | --- | - | - | - | ------- | ----- | ------ |
| 1.  | FC Bayern München | 6   | 4 | 1 | 1 | 008:500 | +3    | 13     |
| 2.  | FC Arsenal        | 6   | 2 | 2 | 2 | 006:800 | −2    | 08     |
| 3.  | Olympique Lyon    | 6   | 2 | 2 | 2 | 008:400 | +4    | 08     |
| 4.  | Spartak Moskau    | 6   | 1 | 1 | 4 | 005:100 | −5    | 04     |

## Viertelfinale

### Manchester United – FC Bayern München 0:1 (0:0)
| Manchester United                                                 | Manchester United | FC Bayern München | FC Bayern München |
| ----------------------------------------------------------------- | --- | --- | ----------------- |
| Manchester United                                                 | \| Viertelfinale (Hinspiel) \| \| Dienstag, 3. April 2001 um 20:45 Uhr in Manchester (Old Trafford) \| \| Zuschauer: 67.500 (ausverkauft) \| \| Schiedsrichter: Antonio López Nieto ( Spanien) \| \| Spielbericht \| | \| Viertelfinale (Hinspiel) \| \| Dienstag, 3. April 2001 um 20:45 Uhr in Manchester (Old Trafford) \| \| Zuschauer: 67.500 (ausverkauft) \| \| Schiedsrichter: Antonio López Nieto ( Spanien) \| \| Spielbericht \|                                          | FC Bayern München |
| Manchester United                                                 | Fabien Barthez – Gary Neville, Wes Brown, Jaap Stam, Mikaël Silvestre – David Beckham (87. Dwight Yorke), Roy Keane , Paul Scholes, Ryan Giggs – Ole Gunnar Solskjær, Andy Cole Cheftrainer: Alex Ferguson           | Oliver Kahn – Samuel Kuffour, Patrik Andersson, Thomas Linke – Hasan Salihamidžić, Stefan Effenberg , Jens Jeremies, Bixente Lizarazu – Giovane Élber, Carsten Jancker (69. Alexander Zickler), Mehmet Scholl (77. Paulo Sérgio) Cheftrainer: Ottmar Hitzfeld | FC Bayern München |
| Manchester United                                                 | 0:1 Sérgio (86.) | | FC Bayern München |
| Manchester United                                                 | Beckham (23.) | Salihamidžić (28.), Effenberg (39.), Lizarazu (84.) | FC Bayern München |
| Viertelfinale (Hinspiel)                                          | | |                   |
| Dienstag, 3. April 2001 um 20:45 Uhr in Manchester (Old Trafford) | | |                   |
| Zuschauer: 67.500 (ausverkauft)                                   | | |                   |
| Schiedsrichter: Antonio López Nieto ( Spanien)                    | | |                   |
| Spielbericht                                                      | | |                   |

### FC Bayern München – Manchester United 2:1 (2:0)
| FC Bayern München                                                         | FC Bayern München | Manchester United | Manchester United |
| ------------------------------------------------------------------------- | --- | --- | ----------------- |
| FC Bayern München                                                         | \| Viertelfinale (Rückspiel) \| \| Mittwoch, 18. April 2001 um 20:45 Uhr in München (Olympiastadion München) \| \| Zuschauer: 62.500 (ausverkauft) \| \| Schiedsrichter: Vítor Melo Pereira ( Portugal) \| \| Spielbericht \|                                                | \| Viertelfinale (Rückspiel) \| \| Mittwoch, 18. April 2001 um 20:45 Uhr in München (Olympiastadion München) \| \| Zuschauer: 62.500 (ausverkauft) \| \| Schiedsrichter: Vítor Melo Pereira ( Portugal) \| \| Spielbericht \|                      | Manchester United |
| FC Bayern München                                                         | Oliver Kahn – Samuel Kuffour, Patrik Andersson, Thomas Linke – Willy Sagnol, Stefan Effenberg , Jens Jeremies, Michael Tarnat – Giovane Élber (65. Roque Santa Cruz), Carsten Jancker (35. Alexander Zickler), Mehmet Scholl (89. Paulo Sérgio) Cheftrainer: Ottmar Hitzfeld | Fabien Barthez – Gary Neville, Wes Brown (85. Luke Chadwick), Jaap Stam, Mikaël Silvestre – Paul Scholes, Roy Keane , Nicky Butt (78. Ole Gunnar Solskjær), Ryan Giggs – Dwight Yorke (66. Teddy Sheringham), Andy Cole Cheftrainer: Alex Ferguson | Manchester United |
| FC Bayern München                                                         | 1:0 Élber (5.) 2:0 Scholl (40.) | 2:1 Giggs (49.) | Manchester United |
| Viertelfinale (Rückspiel)                                                 | | |                   |
| Mittwoch, 18. April 2001 um 20:45 Uhr in München (Olympiastadion München) | | |                   |
| Zuschauer: 62.500 (ausverkauft)                                           | | |                   |
| Schiedsrichter: Vítor Melo Pereira ( Portugal)                            | | |                   |
| Spielbericht                                                              | | |                   |

## Halbfinale

### Real Madrid – FC Bayern München 0:1 (0:0)
| Real Madrid                                                              | Real Madrid | FC Bayern München | FC Bayern München |
| ------------------------------------------------------------------------ | --- | --- | ----------------- |
| Real Madrid                                                              | \| Halbfinale (Hinspiel) \| \| Dienstag, 1. Mai 2001 um 20:45 Uhr in Madrid (Estadio Santiago Bernabéu) \| \| Zuschauer: 74.112 \| \| Schiedsrichter: Hugh Dallas ( Schottland) \| \| Spielbericht \|                      | \| Halbfinale (Hinspiel) \| \| Dienstag, 1. Mai 2001 um 20:45 Uhr in Madrid (Estadio Santiago Bernabéu) \| \| Zuschauer: 74.112 \| \| Schiedsrichter: Hugh Dallas ( Schottland) \| \| Spielbericht \|                                                     | FC Bayern München |
| Real Madrid                                                              | Iker Casillas – Míchel Salgado (77. Pedro Munitis), Fernando Hierro , Aitor Karanka, Roberto Carlos – Luís Figo, Claude Makélélé, Iván Helguera, Steve McManaman – Guti (54. Sávio) – Raúl Cheftrainer: Vicente Del Bosque | Oliver Kahn – Samuel Kuffour, Patrik Andersson, Thomas Linke – Willy Sagnol, Stefan Effenberg , Jens Jeremies, Bixente Lizarazu – Hasan Salihamidžić, Giovane Élber, (74. Carsten Jancker), Mehmet Scholl (72. Paulo Sérgio) Cheftrainer: Ottmar Hitzfeld | FC Bayern München |
| Real Madrid                                                              | 0:1 Élber (55.) | | FC Bayern München |
| Real Madrid                                                              | Munitis (86.), Hierro (90.) | Kahn (60.), Effenberg (78./5., gesperrt) | FC Bayern München |
| Halbfinale (Hinspiel)                                                    | | |                   |
| Dienstag, 1. Mai 2001 um 20:45 Uhr in Madrid (Estadio Santiago Bernabéu) | | |                   |
| Zuschauer: 74.112                                                        | | |                   |
| Schiedsrichter: Hugh Dallas ( Schottland)                                | | |                   |
| Spielbericht                                                             | | |                   |

### FC Bayern München – Real Madrid 2:1 (2:1)
| FC Bayern München                                                      | FC Bayern München | Real Madrid | Real Madrid |
| ---------------------------------------------------------------------- | --- | --- | ----------- |
| FC Bayern München                                                      | \| Halbfinale (Rückspiel) \| \| Mittwoch, 9. Mai 2001 um 20:45 Uhr in München (Olympiastadion München) \| \| Zuschauer: 62.500 (ausverkauft) \| \| Schiedsrichter: Kim Milton Nielsen ( Dänemark) \| \| Spielbericht \|                                                           | \| Halbfinale (Rückspiel) \| \| Mittwoch, 9. Mai 2001 um 20:45 Uhr in München (Olympiastadion München) \| \| Zuschauer: 62.500 (ausverkauft) \| \| Schiedsrichter: Kim Milton Nielsen ( Dänemark) \| \| Spielbericht \|         | Real Madrid |
| FC Bayern München                                                      | Oliver Kahn – Samuel Kuffour, Patrik Andersson, Thomas Linke – Willy Sagnol, Owen Hargreaves, Jens Jeremies (70. Ciriaco Sforza), Bixente Lizarazu – Hasan Salihamidžić, Giovane Élber (86. Alexander Zickler), Mehmet Scholl (60. Roque Santa Cruz) Cheftrainer: Ottmar Hitzfeld | Iker Casillas – Míchel Salgado, Fernando Hierro , Aitor Karanka (66. Fernando Morientes), Roberto Carlos – Luís Figo, Claude Makélélé, Iván Helguera, Steve McManaman (61. Sávio) – Guti – Raúl Cheftrainer: Vicente Del Bosque | Real Madrid |
| FC Bayern München                                                      | 1:0 Élber (8.) 2:1 Jeremies (34.) | 1:1 Figo (18.) | Real Madrid |
| FC Bayern München                                                      | Jeremies (21.), Sforza (73.) | Helguera (11.), Guti (73.) | Real Madrid |
| Halbfinale (Rückspiel)                                                 | | |             |
| Mittwoch, 9. Mai 2001 um 20:45 Uhr in München (Olympiastadion München) | | |             |
| Zuschauer: 62.500 (ausverkauft)                                        | | |             |
| Schiedsrichter: Kim Milton Nielsen ( Dänemark)                         | | |             |
| Spielbericht                                                           | | |             |

## Finale

### FC Bayern München – FC Valencia 1:1 n.V. (1:1, 0:1), 5:4 i.E.
| FC Bayern München                                                        | FC Bayern München | FC Valencia | FC Valencia |
| ------------------------------------------------------------------------ | --- | --- | ----------- |
| FC Bayern München                                                        | \| Finale \| \| Mittwoch, 23. Mai 2001 um 20:45 Uhr in Mailand (Giuseppe-Meazza-Stadion) \| \| Zuschauer: 79.000 (ausverkauft) \| \| Schiedsrichter: Dick Jol ( Niederlande) \| \| Spielbericht \|                                                                                   | \| Finale \| \| Mittwoch, 23. Mai 2001 um 20:45 Uhr in Mailand (Giuseppe-Meazza-Stadion) \| \| Zuschauer: 79.000 (ausverkauft) \| \| Schiedsrichter: Dick Jol ( Niederlande) \| \| Spielbericht \|                                                                         | FC Valencia |
| FC Bayern München                                                        | Oliver Kahn – Samuel Kuffour, Patrik Andersson, Thomas Linke – Willy Sagnol (46. Carsten Jancker), Stefan Effenberg , Owen Hargreaves, Bixente Lizarazu – Hasan Salihamidžić, Giovane Élber (100. Alexander Zickler), Mehmet Scholl (108. Paulo Sérgio) Cheftrainer: Ottmar Hitzfeld | Santiago Cañizares – Jocelyn Angloma, Roberto Ayala (90. Miroslav Đukić), Mauricio Pellegrino, Amedeo Carboni – Rubén Baraja – Gaizka Mendieta , Kily González – Pablo Aimar (46. David Albelda) – Juan Sánchez (66. Zlatko Zahovič), John Carew Cheftrainer: Héctor Cúper | FC Valencia |
| FC Bayern München                                                        | 1:1 Effenberg (50., Handelfmeter) | 0:1 Mendieta (3., Handelfmeter) | FC Valencia |
| FC Bayern München                                                        | Elfmeterschießen | | FC Valencia |
| FC Bayern München                                                        | Sérgio schießt über das Tor 1:1 Salihamidžić 2:2 Zickler Cañizares hält gegen Andersson 3:2 Effenberg 4:3 Lizarazu 5:4 Linke | 0:1 Mendieta 1:2 Carew Kahn hält gegen Zahovič Kahn hält gegen Carboni 3:3 Baraja 4:4 Kily González Kahn hält gegen Pellegrino | FC Valencia |
| FC Bayern München                                                        | Andersson (38.) | Carboni (26.), Kily González (107.), Cañizares (120.) | FC Valencia |
| FC Bayern München                                                        | Cañizares hält Foulelfmeter von Scholl (7.) | | FC Valencia |
| Finale                                                                   | | |             |
| Mittwoch, 23. Mai 2001 um 20:45 Uhr in Mailand (Giuseppe-Meazza-Stadion) | | |             |
| Zuschauer: 79.000 (ausverkauft)                                          | | |             |
| Schiedsrichter: Dick Jol ( Niederlande)                                  | | |             |
| Spielbericht                                                             | | |             |